# Zapolowy

Pozycja lewozapolowego.

Pozycja środkowozapolowego.

Pozycja prawozapolowego.

Zapolowy (ang. outfielder, w skrócie OF) – w baseballu zawodnik drużyny broniącej, który gra na zapolu, części boiska najbardziej oddalonej od bazy domowej.
W meczu występuje zawsze trzech zapolowych:
- lewozapolowy (ang. left fielder, w skrócie LF) – grający na lewej stronie zapola
- środkowozapolowy (ang. center fielder, w skrócie CF) – grający na środku zapola
- prawozapolowy (ang. right fielder, w skrócie RF) – grający na prawej stronie zapola

W zapisie meczowym lewozapolowego zapisuje się jako numer 7, środkowozapolowego jako 8, zaś prawozapolowego jako 9.